# وسط البلد

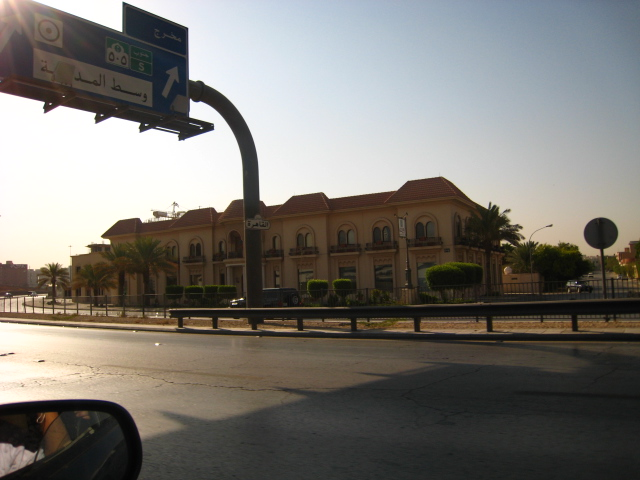
لافتة مرورية تشير إلى مخرج «وسط المدينة»

وسط البلد أو وسط المدينة أو قلب المدينة أو مركز المدينة هو مصطلح يطلق مركز المدينة حيث يكون عادة هو المركز الجغرافي والتجاري والأقتصادي للمدينة.